# Consorte Qi
La Consorte Qi (224 a. C. - 194 a. C.), también conocida como Señora Qi, fue una consorte del emperador Gaozu, fundador de la dinastía Han. Su nombre personal es desconocido, pero el libro del escritor taiwanés Bo Yang mencionó que se llamaba Qi Yi (chino: 戚 懿; pinyin: Qī Yi) pero su fuente es desconocida, por lo que generalmente no es aceptado. También fue conocida por el profundo desprecio que la Emperatriz Lü Zhi albergaba hacia ella.

## Biografía
Qi nació en Dingtao, Shandong. Dio al emperador Gaozu un hijo, Liu Ruyi, luego nombrado príncipe de Zhao. Gaozu sentía que el príncipe heredero, Liu Ying, su segundo hijo, era inadecuado para el trono e intentó varias veces, infructuosamente, reemplazar a Ying por Ruyi, ya que tal deseo era objetado por la madre del príncipe, su esposa principal la emperatriz Lü Zhi. Debido a ello, la emperatriz odiaba profundamente a Qi. En su lecho de muerte, el emperador nombró a Liu Ruyi príncipe de Zhao, la actual Handan, Hebei y el joven partió a su principado. Su madre no le acompañó.
Lü Zhi, ahora nombrada Emperatriz viuda por el nuevo emperador su hijo Liu Ying, desató entonces su plan de venganza. Despojó a Qi de su alta posición, la trató como una condenada (fue rapada al cero, vestida de prisionera y con grilletes) y forzada a trabajar duramente en un molino de arroz. Después convocó al príncipe Liu Ruyi a la capital, Chang'an, con la pretensión de matarlo junto con su madre. Sin embargo, Zhou Chang, el canciller del príncipe en Zhao, al que Lü Zhi respetaba debido a su fuerte oposición a la propuesta del emperador Gaozu de convertir a Liu Ruyi en príncipe de la corona, lo protegió temporalmente al responder a la emperatriz que el príncipe estaba enfermo y no podía recorrer largas distancias. Entonces Lü Zhi le convocó a él mismo a la capital, le detuvo y convocó de nuevo al príncipe. En el noveno volumen del clásico de historia Memorias históricas escrito por Sima Qian se lee: 

"El emperador Xiaohui [Liu Ying, emperador Hui de Han] mantuvo al rey de Zhao [Liu Ruyi, rey Yin de Zhao] a su lado en el palacio y verificó que no tuviera veneno ningún alimento que se le ofreciera. El emperador Xiaohui también llevaba a Liu Ruyi a donde quiera que fuera. A primeras horas de la mañana del duodécimo mes del primer año del emperador Xiaohui, el emperador se fue de caza, esta vez el rey de Zhao se quedó solo porque no quiso levantarse temprano. El emperador Xiaohui supuso que su madre no conspiraría contra él porque ya habían pasado varios meses sin que ocurriera nada. Sin embargo, la emperatriz viuda puso un veneno de fuerza asesina en la garganta del rey de Zhao... luego le cortaron las extremidades a la consorte Qi, la cegaron arrancándole los ojos, le cortaron la lengua, le cortaron la nariz, le cortaron las orejas, la obligaron a beber una pócima que la dejó muda, la encerraron en una pocilga y la llamaron "Cerdo humano". Varios días después, el emperador Xiaohui vio al "cerdo humano", y luego al darse cuenta de quién era el "cerdo humano", el emperador se puso tan enfermo por la crueldad de su madre que virtualmente abandonó el poder y se entregó a los placeres carnales."

## Conexión con el juego del go
Según el Xijing Zaji de Hong Ge, Qi tenía una doncella llamada Jia Peilan, que huyó y se casó con un plebeyo llamado Duan Ru, de la prefectura de Fufeng (al oeste de la actual Xi'an). Ella describió a Qi como una mujer muy hermosa, gran tañedora de guqin y jugadora de go. En el cuarto día del octavo mes lunar, cada año Qi jugaba al go con el emperador Gaozu en el bosque de bambú en el lado norte de palacio. El ganador pediría buenos deseos, el perdedor enfermaría en el curso del año, pero podía evitar esa mala suerte cortándose un mechón de cabello y orando a la Estrella Polar (la diosa Tien Hou). Qi ganó todos los años y pidió por la buena suerte de la dinastía Han.
Se acredita a Jia Peilan el haber trasmitido a los plebeyos las costumbres de la Corte Han para celebrar el Festival del Doble Nueve.